# Ello
Ello — вільна від реклами соціальна мережа, яку заснував у березні 2014 року Пол Будніц (засновник Kidrobot). Ello позиціонує себе як конкурент соціальної мережі Facebook. Сервіс був запущений в березні 2014 року. Кожну годину в соціальній мережі Ello реєструються більш ніж 30 тисяч облікових записів.
За популярністю у світі, станом на 4 листопада 2014 року, сайт займав 2,342 позицію, а в США — 866.
У липні 2023 року сайт припинив свою роботу.